# Pollenia pumila
Pollenia pumila är en tvåvingeart som först beskrevs av Robineau-desvoidy 1830.  Pollenia pumila ingår i släktet vindsflugor, och familjen spyflugor.
Artens utbredningsområde är Frankrike. Inga underarter finns listade i Catalogue of Life.